# Olav Odden
Olav Magnar Odden (28. september 1914 i Folldal – 28. januar 1969 i Oppdal) var en norsk kombineretløber og langrendsløber. Han repræsenterede Gjøvik Skiklubb.
Odden vandt 30 km i NM på ski i 1938 og kombineret under Holmenkollrennene i 1946. Han deltog under vinter-OL for Norge i 1948 i St. Moritz, hvor han kom på en 11. plads i kombineret og en 14. plads på |18 km.